# Galerina stylifera
Galerina stylifera (G.F. Atk.) A.H. Sm. & Singer, Sydowia 11: 449 (1958) [1957].

## Descrizione della specie
Cappello
3–4 cm di diametro, conico poi convesso ed un po' mamellonato
margineinvoluto
cuticolaun po' viscosa, di colore bruno-ocra, con sfumature color miele.
Lamelle
Adnate, abbastanza strette, ocracee, 
Gambo
4-8 x 0,2-0,4 cm, subsquamuloso con squame biancastre, color miele all'apice e rossastro verso la base fino a rosso-nerastro.
Anello
Carne
- Odore: di farina o di poliporo.
- Sapore: rancido di farina

Microscopia
Spore7-9 x 4,5-5 µm, ellittiche, lievemente amigdaliformi.
Cheilocistidilageniformi o subcilindrici, 25-40 x 6-8 x 1-2 x 3-4 µm.

## Habitat
Cresce sotto conifere a volte in gruppi di 30-50 esemplari.

## Commestibilità
Non commestibile

## Sinonimi e binomi obsoleti
- Galerina sideroides f. indusiata (J.E. Lange) anon. ined.
- Galerina sideroides var. stylifera (G.F. Atk.) Krieglst., Beiträge zur Kenntnis der Pilze Mitteleuropas 7: 66 (1991)
- Galerula stylifera G.F. Atk., Proc. Amer Phil. Society 57: 365 (1918)
- Naucoria sideroides var. indusiata J.E. Lange, Fl. Agaric. Danic. 5(Taxonic Conspectus): IV (1940)